# Tahikininski receptor
Tahikininski receptori pripadaju familiji G protein spregnutih receptora. Njihovi endogeni ligandi su tahikinini. Poznata su tri tahikininska receptora kod sisara:  i . Ovi receptori uzrokuju aktivaciju fosfolipaze C, i produkciju inozitol trifosfata (takozvana  sprega). 

## Endogeni ligandi
Geni i ligandi receptora su:
| Receptor | Gen | Ligand       |
| NK1      |     | supstanca P  |
| NK2      |     | neurokinin A |
| NK3      |     | neurokinin B |

## Literatura
1. ↑  Maggi CA (1995). „The mammalian tachykinin receptors”. Gen. Pharmacol. 26 (5): 911—44. PMID 7557266. doi:10.1016/0306-3623(94)00292-U.

## Spoljašnje veze
- „Tachykinin Receptors”. IUPHAR Database of Receptors and Ion Channels. International Union of Basic and Clinical Pharmacology. Архивирано из оригинала 16. 05. 2011. г.
- Tachykinin+Receptor на 